# El cantante enmascarado (temporada estadounidense 9)
La novena temporada de la serie de televisión estadounidense The Masked Singer se estrenó en Fox el 15 de febrero de 2023.

## Miembros del jurado y presentador
Nick Cannon, el cantautor Robin Thicke, la personalidad de radio y televisión Jenny McCarthy Wahlberg, el actor y comediante Ken Jeong y la artista discográfica Nicole Scherzinger regresan como presentadores y miembros del jurado.
- VIC  El cantante enmascarado ganó con su actuación y avanzó en la competición.
- MANT  El cantante enmascarado fue salvado de eliminación por un miembro del jurado usando la campana "Ding Dong Keep It On".
- SALV  El cantante enmascarado fue salvado de eliminación.
- ELI  El cantante enmascarado fue eliminado de la competición y desenmascarado.
- El cantante enmascarado no actuó

| N.º | Título                | Fecha de emisión | ÍA/CP (18–49) | Audiencia (millones) | DVR (18–49) | Audiencia DVR (millones) | Total (18–49) | Audiencia total (millones) | Ref(s) |
| --- | --------------------- | ---------------- | ------------- | -------------------- | ----------- | ------------------------ | ------------- | -------------------------- | ------ |
| 3   | «Sesame Street Night» | —                | —             | —                    | —           | —                        | —             | —                          | [ 2 ]  |
| 16  | «New York Night»      | —                | —             | —                    | —           | —                        | —             | —                          |        |
| 18  | «Season 9 Premiere»   | —                | —             | —                    | —           | —                        | —             | —                          |        |